# جينبنك
جينبنك أو بنك الجينات (بالإنجليزية: GenBank)‏هي قاعدة بيانات تسلسل ذات وصول مفتوح، ومجموعة مشروحة من جميع تسلسلات النيوكليوتيد المتاحة للعامة وترجمات البروتين الخاصة بها. يُنتج ويصون المركز الوطني لمعلومات التكنولوجيا الحيوية (NCBI؛ جزء من المعاهد الصحة الوطنية في الولايات المتحدة ) قاعدة البيانات كجزء من التعاون الدولي لقاعدة بيانات تسلسل النيوكليوتيد (INSDC).
يتلقى جينبانك والمتعاونون معه سلاسل تُنتج في المختبرات في جميع أنحاء العالم من أكثر من 100 000 كائن حي مميز. أطلق والتر غواد ومختبر لوس ألاموس الوطني قاعدة البيانات في عام 1982. أصبح جينبانك قاعدة بيانات مهمة للبحث في المجالات البيولوجية ونما في السنوات الأخيرة بمعدل أسي من خلال مضاعفة كل 18 شهرًا تقريبًا.
الإصدار رقم 194، الذي أُنتج في فبراير 2013، يحتوي على أكثر من 150 مليار بيان من النيوكليوتيدات في أكثر من 162 مليون تسلسل. شُيد جينبانك بعمليات إرسال فردية مباشرة من المختبرات، وكذلك من عمليات إرسال مجمعة من مراكز تسلسل واسعة النطاق.

## التقديمات
يمكن إرسال التسلسلات الأصلية فقط إلى جينبنك. يتم تقديم الطلبات المباشرة إلى جينبنك باستخدام BankIt، وهو نموذج مستند إلى الويب، أو برنامج التقديم المستقل، Sequin. عند استلام تقديم التسلسل، يقوم موظفو جينبنك بفحص أصالة البيانات وتعيين رقم انضمام للتسلسل وإجراء فحوصات ضمان الجودة. تصدر بعد ذلك التقديمات إلى قاعدة البيانات العامة، حيث يمكن استردادها عن طريق أنتريه أو تنزيلها بواسطة بروتوكول نقل الملفات. المقدمة الأكبر من تسلسل وسم معبر عنه (EST)، موقع-التسلسل الموسوم (STS)، الجينوم المسح تسلسل (الشاباك)، وعالية الإنتاجية الجينوم تسلسل وغالبا ما قدمت بيانات (HTGS) من خلال مراكز التسلسل على نطاق واسع. تقوم مجموعة عمليات الإرسال المباشر لـ جينبنك أيضًا بمعالجة تسلسل الجينوم الميكروبي الكامل.

## التاريخ
قام والتر غواد من مجموعة البيولوجيا النظرية والفيزياء الحيوية في مختبر لوس ألاموس الوطني وآخرون بإنشاء قاعدة بيانات تسلسل لوس ألاموس في عام 1979، والتي بلغت ذروتها في عام 1982 بإنشاء جينبنك العام. تم توفير التمويل من قبل معاهد الصحة الوطنية، ومؤسسة العلوم الوطنية، ووزارة الطاقة، ووزارة الدفاع. تعاون LANL في جينبنك مع شركة بولت وبرانيك ونيومان، وبحلول نهاية عام 1983 تم تخزين أكثر من 2000 تسلسل فيه.
في منتصف الثمانينيات، أدارت شركة المعلوماتية الحيوية الاستعلامية في جامعة ستانفورد مشروع جينبنك بالتعاون مع LANL. كواحد من أقدم مشاريع مجتمع المعلوماتية الحيوية على الإنترنت، بدأ مشروع جينبنك مجموعات أخبار BIOSCI / Bionet لتعزيز اتصالات الوصول المفتوح بين علماء الأحياء الحيوية. خلال عام 1989 إلى عام 1992، انتقل مشروع جينبنك إلى المركز الوطني لمعلومات التكنولوجيا الحيوية المنشأ حديثًا.

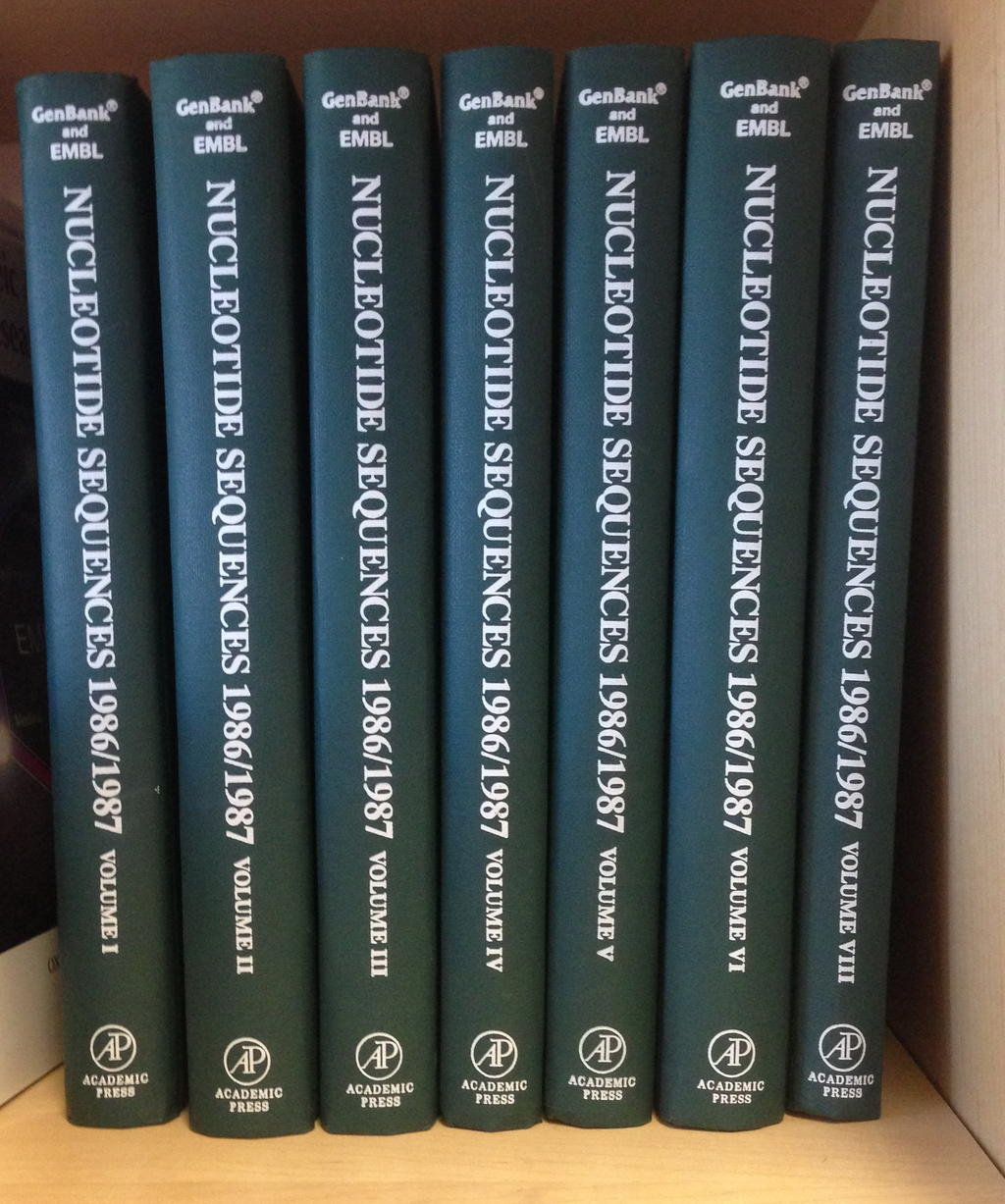
جينبنك وEMBL: تسلسل النوكليوتيدات1986/1987 المجلدات من الأول إلى السابع.

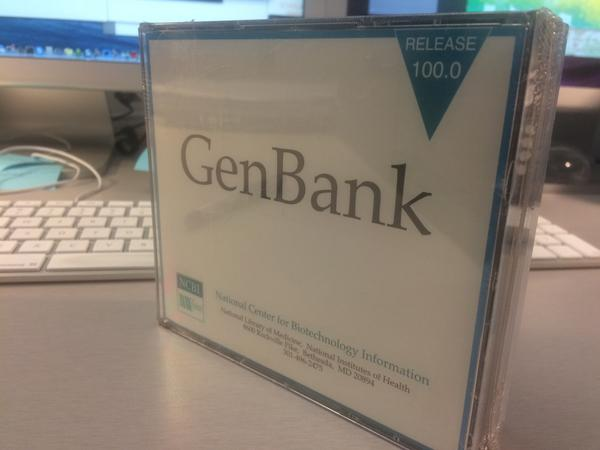
قرص مدمج من جينبنك v100

## نمو

النمو في أزواج قاعدة جينبنك، من 1982 إلى 2018، على نطاق شبه لوغاريمي

تشير ملاحظات إصدار جينبنك للإصدار 162.0 (أكتوبر 2007) إلى أنه «من عام 1982 حتى الوقت الحاضر، تضاعف عدد القواعد في جينبنك تقريبًا كل 18 شهرًا». اعتبارًا من 15 يونيو 2019، إصدار جينبنك 232.0 يحتوي على 213,383,758 موقعًا، 329,835,282,370 قاعدة، من 213,383,758 تسلسلًا تم الإبلاغ عنه.
تتضمن قاعدة بيانات جينبنك مجموعات بيانات إضافية يتم إنشاؤها ميكانيكيًا من جمع بيانات التسلسل الرئيسي، وبالتالي يتم استبعادها من هذا العدد.
| كائن حي                       | قاعده ازواج    |
| ----------------------------- | -------------- |
| الانسان العاقل                | 16٬310٬774٬187 |
| فأر المنازل                   | 9٬974٬977٬889  |
| الجرذ النرويجي                | 6٬521٬253٬272  |
| البقر                         | 5٬386٬258٬455  |
| نبات الذرة                    | 5٬062٬731٬057  |
| خنزير بري                     | 4٬887٬861٬860  |
| دانيو مخطط                    | 3٬120٬857٬462  |
| Strongylocentrotus purpuratus | 1٬435٬236٬534  |
| مكاك ريسوسي                   | 1٬256٬203٬101  |
| أرز أسيوي                     | 1٬255٬686٬573  |
| تبغ ذائع                      | 1٬197٬357٬811  |
| قيطم مداري                    | 1٬249٬938٬611  |
| ذبابة فاكهة شائعة             | 1٬119٬965٬220  |
| شيمبانزي شائع                 | 1٬008٬323٬292  |
| رشاد أذن الفأر                | 1٬144٬226٬616  |
| كلب                           | 951٬238٬343    |
| كرمة نبيذية                   | 999٬010٬073    |
| دجاج الأدغال الأحمر           | 899٬631٬338    |
| فول الصويا                    | 906٬638٬854    |
| قمح طري                       | 898٬689٬329    |

## تعريفات غير مكتملة
قواعد البيانات العامة التي يمكن البحث فيها باستخدام أداة البحث عن المحاذاة المحلية الأساسية (NCBI BLAST) التي يستخدمها المركز الوطني لمعلومات التكنولوجيا الحيوية، تفتقر إلى تسلسل مراجعة النظراء لسلالات النوع وتسلسل السلالات غير النوعية. من ناحية أخرى، في حين يحتمل أن تحتوي قواعد البيانات التجارية على بيانات تسلسل مفلترة عالية الجودة، هناك عدد محدود من التسلسلات المرجعية.
قيمت ورقة نشرت في مجلة علم الأحياء الدقيقة السريرية نتائج تسلسل الجينات 16S rRNA التي تم تحليلها مع جينبنك بالاقتران مع قواعد البيانات العامة الأخرى المتاحة مجانًا والتي يتم التحكم فيها بالجودة على الويب، مثل EzTaxon -e (و BIBI (قواعد بيانات / bibi / ). أظهرت النتائج أن التحليلات التي أجريت باستخدام جينبنك مع EzTaxon -e (kappa = 0.79) كانت أكثر تمييزية من استخدام جينبنك (kappa = 0.66) أو قواعد البيانات الأخرى وحدها.

## روابط خارجية
- جينبنك
- سجل تسلسل مثال، لبيتا الهيموجلوبين
- BankIt
- Sequin — أداة برمجية مستقلة طورتها NCBI لتقديم وتحديث الإدخالات إلى قاعدة بيانات تسلسل جينبنك.
- EMBOSS — مجاني مفتوح المصدر لعلم الأحياء الجزيئي
- جينبنك وRefSeq وTPA وUniProt: ما هو الاسم؟